# Horse Shoeing
Horse Shoeing is een Amerikaanse film uit 1893. De film werd gemaakt door Thomas Edison en toont twee personen, een van hen is William K. L. Dickson, die werken in een smederij en een paard van hoefijzers voorzien.